# Тундэ
Тундэ́ (кит. упр. 同德, пиньинь Tóngdé) — уезд Хайнань-Тибетского автономного округа провинции Цинхай (КНР). Название означает «совместное благодеяние» и является сокращением от «пограничные народности совместно подчиняются благодеяниям центральных властей».

## История
После Синьхайской революции эти земли оказались в составе уезда Гуйдэ. В 1935 году они были выделены в отдельный уезд Тундэ.
6 декабря 1953 года был создан Хайнань-Тибетский автономный район (海南藏族自治区), и уезд вошёл в его состав. 5 июня 1955 года Хайнань-Тибетский автономный район был преобразован в Хайнань-Тибетский автономный округ.
В 1959 году уезд Тундэ был передан в состав Голог-Тибетского автономного округа, а уезд Мадё перешёл из Голог-Тибетского автономного округа в состав Хайнань-Тибетского автономного округа, но в 1962 году эти уезды были возвращены в прежние автономные округа.

## Административное деление
Уезд Тундэ делится на 2 посёлка и 3 волости.